# لو گرید
لو گرید (انگلیسی: Lew Grade; ۲۵ دسامبر ۱۹۰۶ – ۱۳ دسامبر ۱۹۹۸)مالک رسانه اهل انگلیس بود. رقص و بعدها عامل استعدادیابی علاقه وی بود که در سال ۱۹۵۴، هنگامی که با همکاری موفقیت‌آمیز شبکه تازه ساخته شده آی‌تی‌وی همراه شد با پیشنهاد خرید منجر به تشکیل ای‌تی‌وی شد.

## اوایل زندگی
گرید در توکماک، اوکراین از امپراتوری روسیه متولد شد. در سال ۱۹۱۲، زمانی که گرید پنج ساله بود، خانواده یهودی وی از پوگروم به وسیله مهاجرت به اودسا از طریق برلین به لندن و اسکان داده شدن در شوردیچ در خیابان بریک‌لین از کشتار فرار کردند.

## مرگ
گرید به علت نارسایی قلبی، دوازده روز زودتر از تولد نود و دو سالگی اش، در ۱۳ دسامبر ۱۹۹۸ در لندن درگذشت. جهت تجلیل از زندگی گرید و جشن گرفتن صد سالگی وی، رادیو بی‌بی‌سی ۲ دو ویژه برنامه یک ساعته در ۲۴ و ۲۵ دسامبر ۲۰۰۶ داشت.